# Macrocondyla infumata
Macrocondyla infumata är en tvåvingeart som först beskrevs av Philippi 1865.  Macrocondyla infumata ingår i släktet Macrocondyla och familjen svävflugor. Inga underarter finns listade i Catalogue of Life.